# 安德郡
安德郡，中国南北朝时设置的郡。
北魏孝文帝太和年间置安德郡，治所在安德县（今山东省平原县东北、一说今山东德州市陵城区东南）。辖境相当今山东德州市德城区、陵城区、平原县等地。不久，并入勃海郡。後廢帝中兴年间，复置安德郡，下辖平原县、安德县、绎幕县、鬲县，属冀州。北齐废除绎幕县、鬲县，北周安德郡下辖平原县、安德县两县。隋文帝开皇开皇三年（583年）废安德郡，辖境直属于冀州。